# Großer Preis von Italien 2015
Der Große Preis von Italien 2015 (offiziell Formula 1 Gran Premio D′Italia 2015) fand am 6. September auf dem Autodromo Nazionale Monza in Monza statt und war das zwölfte Rennen der Formel-1-Weltmeisterschaft 2015.

## Bericht

### Hintergründe
Nach dem Großen Preis von Belgien führte Lewis Hamilton in der Fahrerwertung mit 28 Punkten vor Nico Rosberg und mit 67 Punkten vor Sebastian Vettel. In der Konstrukteurswertung führte Mercedes mit 184 Punkten vor Ferrari und mit 265 Punkten vor Williams.
Beim Großen Preis von Italien stellte Pirelli den Fahrern die Reifenmischungen P Zero Medium (weiß) und P Zero Soft (gelb) sowie für Nässe Cinturato Intermediates (grün) und Cinturato Full-Wets (blau) zur Verfügung. In Folge mehrerer Reifenschäden beim vorangegangenen Rennen erhöhte Pirelli den vorgeschriebenen Mindestdruck der Reifen.
Es gab zwei DRS-Zonen, die erste Zone lag hinter den Curva di Lesmos, der Messpunkt lag vor 95 Meter dem Kurveneingang der zweiten Curva di Lesmos. Der Messpunkt für die zweite Zone lag 20 Meter vor der Curva Parabolica, die DRS-Zone lag auf der Start-Ziel-Geraden.
Vor dem Rennen wurde bekannt, dass Mercedes beim Rennen eine weiterentwickelte Versionen des Mercedes-Benz PU106B Hybrid verwendete. Mercedes AMG High Performance Powertrains benutzte dafür alle sieben noch zur Verfügung stehenden Token.
Pastor Maldonado (sechs), Marcus Ericsson, Max Verstappen (jeweils fünf), Romain Grosjean, Sergio Pérez (jeweils vier), Vettel (drei), Jenson Button, Hamilton, Nico Hülkenberg, Daniil Kwjat und Roberto Merhi (jeweils zwei) gingen mit Strafpunkten ins Rennwochenende.

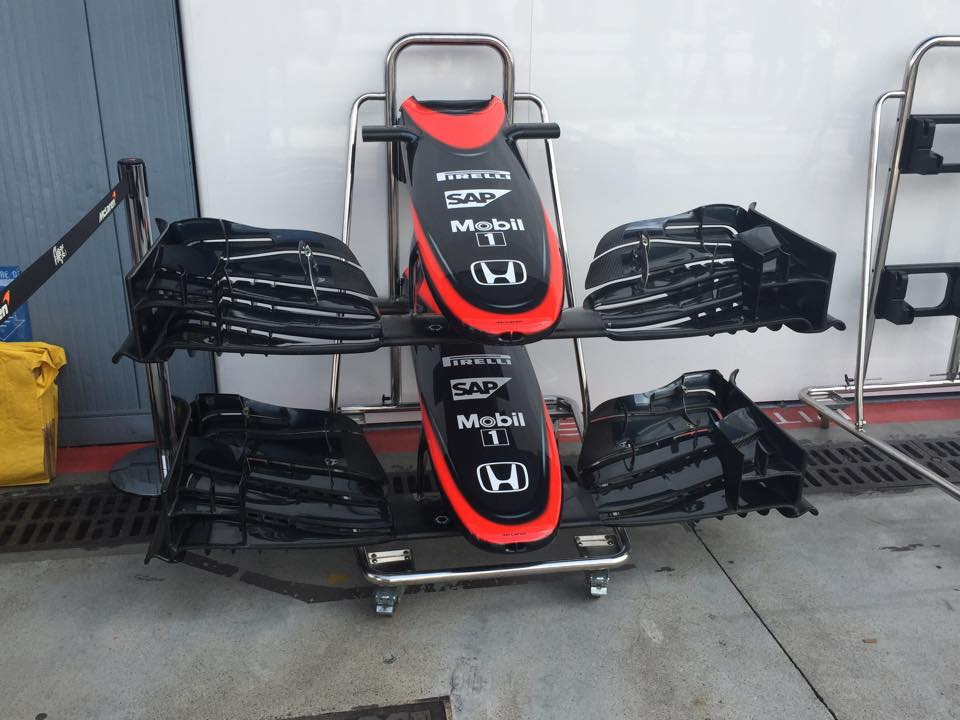
Die Frontflügel der McLaren-Fahrzeuge

Mit Vettel (dreimal), Fernando Alonso und Hamilton (jeweils zweimal) traten drei ehemalige Sieger zu diesem Grand Prix an.
Als Rennkommissare fungierten Paolo Longoni (ITA), Tim Mayer (USA), Lars Österlind (SWE) und Danny Sullivan (USA).

### Training
Im ersten freien Training fuhr Hamilton in 1:24,670 Minuten die Bestzeit vor Rosberg und Vettel. Das Training musste nach einem Unfall von Carlos Sainz jr. wegen eines Getriebedefektes unterbrochen werden.
Auch im zweiten freien Training fuhr Hamilton in 1:24,279 Minuten die schnellste Zeit, erneut vor Rosberg und Vettel.
Im dritten freien Training fuhr Hamilton mit einer Rundenzeit von 1:24,544 Minuten die schnellste Zeit vor Vettel und Rosberg. Daniel Ricciardo musste sein Fahrzeug früh mit einem Motorschaden abstellen.

### Qualifying
Das Qualifying bestand aus drei Teilen mit einer Nettolaufzeit von 45 Minuten. Im ersten Qualifying-Segment (Q1) hatten die Fahrer 18 Minuten Zeit, um sich für das Rennen zu qualifizieren. Alle Fahrer, die im ersten Abschnitt eine Zeit erzielten, die maximal 107 Prozent der schnellsten Rundenzeit betrug, qualifizierten sich für den Grand Prix. Die besten 15 Fahrer erreichten den nächsten Teil. Hamilton war Schnellster. Verstappen verlor während der Fahrt seine Motorenabdeckung und konnte daher keine Zeit setzen. Außerdem schieden die beiden Marussia- und McLaren-Piloten aus.
Der zweite Qualifyingabschnitt (Q2) dauerte 15 Minuten. Erneut war Hamilton Schnellster. Ricciardo, der keine Zeit setzen konnte, Kwjat, Sainz jr., Felipe Nasr und Maldonado schieden aus.
Der finale Abschnitt ging über eine Zeit von zwölf Minuten, in denen die ersten zehn Startpositionen vergeben wurden. Hamilton sicherte sich mit einer Zeit von 1:23,397 Minuten die Pole-Position vor Räikkönen und Vettel. Hamilton errang damit seine elfte Pole-Position in dieser Saison und die siebte in Folge.
Mehrere Fahrer erhielten Startplatzstrafen. Ericsson wurde wegen des Behinderns von Hülkenberg im ersten Qualifying-Abschnitt um drei Startpositionen nach hinten versetzt. Sainz jr. wurde wegen der Verwendung des fünften und sechsten Verbrennungsmotors, des fünften Exemplars des Turbolader, der fünften MGU-H und der fünften MGU-K um 35 Startpositionen nach hinten versetzt. Kwjat wurde wegen der Verwendung des sechsten und siebten Verbrennungsmotors und des fünften und sechsten Exemplars des Turboladers sowie eines vorzeitigen Getriebewechsels ebenfalls um 35 Startpositionen, sein Teamkollege Ricciardo wegen der Verwendung des sechsten und siebten Verbrennungsmotors, des fünften und sechsten Exemplars des Turbolardes, der fünften und sechsten MGU-H und der fünften und sechsten MGU-K sogar um 50 Startpositionen nach hinten versetzt. Button und Alonso wurde wegen der Verwendung des neunten Verbrennungsmotors nach hinten versetzt, Button um fünf Startpositionen, Alonso um zehn. Verstappen wurde wegen der Verwendung des siebten Verbrennungsmotors, des fünften Exemplars des Turboladers und der fünften MGU-K sowie eines entfernten FIA-Siegels um 30 Startpositionen nach hinten versetzt.

### Rennen

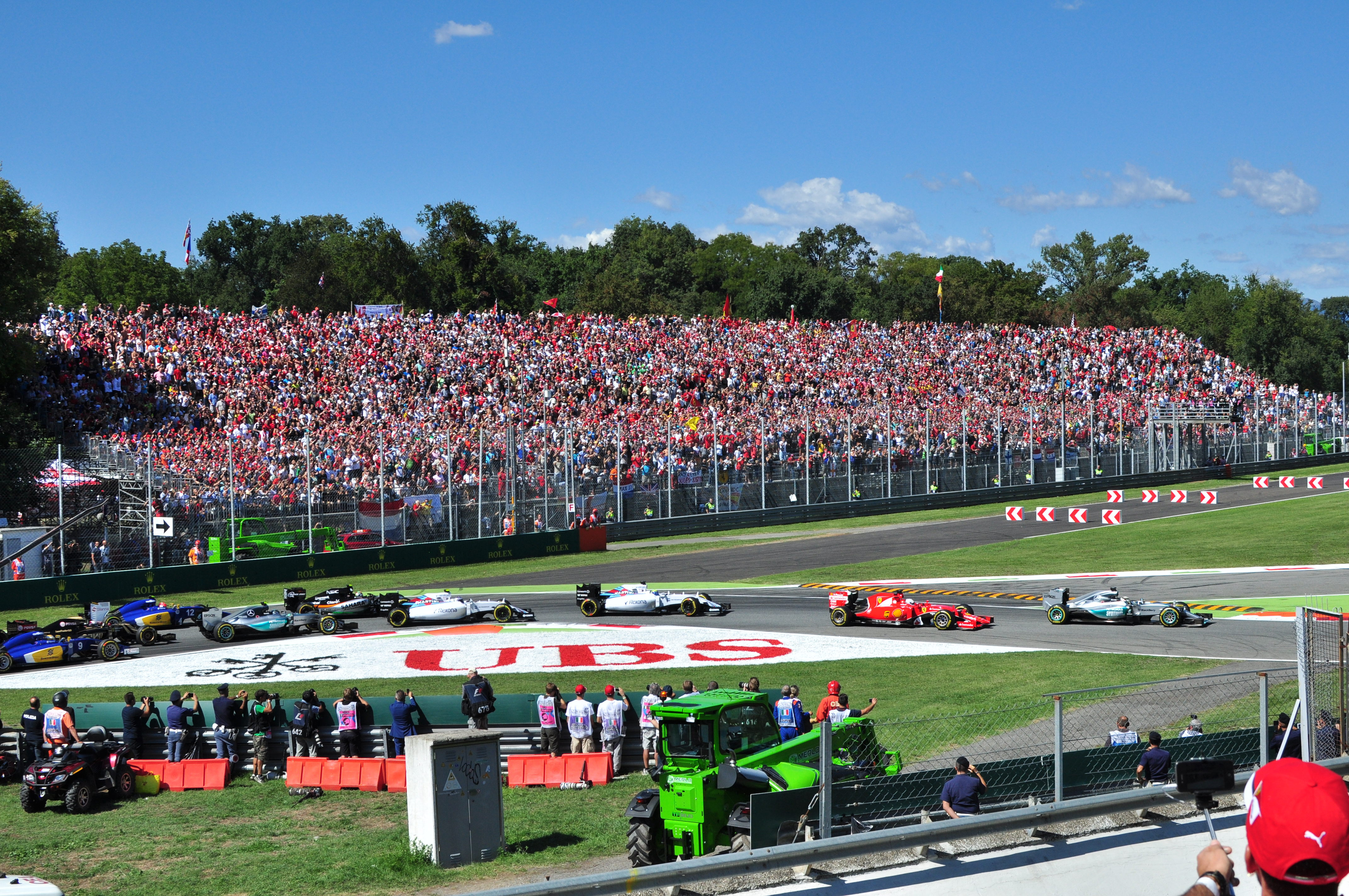
Hamilton führt in der ersten Kurve.

Zu Beginn des Rennens blieb der Ferrari von Kimi Räikkönen stehen und startete erst, nachdem alle anderen Autos den Finnen passiert hatten. Währenddessen kam Hamilton vor Vettel durch die erste Schikane, doch sein Teamkollege Rosberg musste Räikkönens Auto ausweichen und verlor zwei Plätze an die beiden Williams von Felipe Massa und Valtteri Bottas. Beide Lotus-Piloten mussten vor Ende der zweiten Runde aufgeben, Grosjean wegen einer Berührung mit einem anderen Auto, während Maldonado sein Chassis beschädigte, als er über eine Bordsteinkante fuhr.
Während Räikkönen durch das Feld stürmte und bis zur dritten Runde wieder auf den zwölften Platz vorrückte, baute Hamilton schnell seinen Vorsprung auf Vettel aus und verließ das DRS-Fenster von einer Sekunde. Rosberg konnte Bottas auf der Strecke nicht überholen und wurde von seinem Team angewiesen, seine Bremsen abzukühlen. Weiter hinten rückten auch die von Red Bull gesponserten Autos vor: Sainz jr., Ricciardo und Daniil Kwjat kämpften um den zehnten Platz. Sainz jr. gab seinen Platz in Runde 11 auf, als er wegen einer Fünf-Sekunden-Strafe in die Boxengasse musste, weil er die Schikane am Start abgekürzt hatte.
In Runde 14 lag Hamilton mit über acht Sekunden Vorsprung vor Vettel, während Rosberg immer noch hinter beiden Williams auf dem fünften Platz lag und Bottas durch die Aktivierung von DRS auf den langen Geraden drängte. Hinter dem Deutschen standen die beiden Force-India-Autos von Pérez und Nico Hülkenberg.
In Runde 18 kam Rosberg als Erster an die Spitze und versuchte, die beiden Williams zu „unterbieten“, die kurz darauf an die Box mussten. Massa kam eine Runde später und Bottas in Runde 22, beide kamen hinter dem Mercedes von Rosberg, der nun Dritter war, aus der Boxengasse. Bis zur 26. Runde hatten sowohl Hamilton als auch Vettel ebenfalls Boxenstopps eingelegt. Zu diesem Zeitpunkt lag Räikkönen, der noch nicht angehalten hatte, auf dem dritten Platz, wurde aber in Runde 28 von Rosberg überholt. In Runde 29 schob sich Ricciardo, ebenfalls noch auf seinen Startreifen, an Pérez vorbei auf den sechsten Platz, wurde aber eine Runde später wieder vom Mexikaner überholt.
Am Ende der 29. Runde machte Räikkönen einen Boxenstopp, kollidierte aber am Boxeneingang beinahe mit Merhi. Nach seinem Stopp kam der Finne als Zehnter wieder zurück, rückte aber schnell wieder nach vorne und übernahm in Runde 32 den achten Platz von Ericsson. In Runde 36 war Rosberg bis auf vier Sekunden an Vettel herangekommen, während Räikkönen auf den siebten Platz vorrückte auf Kosten von Hülkenberg.
In Runde 45 trafen Vettel und Rosberg auf der Strecke auf Überrundungen, wodurch Rosberg näher an seinen Landsmann heranrücken konnte und weniger als drei Sekunden hinter ihm lag. In Runde 49 forderte Mercedes Hamilton auf, seine Geschwindigkeit zu erhöhen, ohne dem Fahrer eine Erklärung zu geben. Da Hamilton 23 Sekunden vor Vettel lag, kam der Funkspruch unerwartet. Später stellte sich heraus, dass die Ursache darin lag, dass Hamiltons linker Hinterreifen beim Start zu wenig Druck hatte, was das Team nach dem Rennen mit einer Zeitstrafe befürchten ließ.

Alonso schied in Runde 50 wegen Leistungsverlust aus dem Rennen aus. Eine Runde später rückte Räikkönen auf den sechsten Platz vor, indem er den Force India von Pérez überholte. Eine Runde vor Schluss rückte Rosberg immer näher an Vettel an der Spitze heran, als sein Motor ausfiel und er aufgeben musste. Damit sicherte sich Massa den letzten Platz auf dem Podium, der diese Position in der letzten Runde gegen seinen Teamkollegen Bottas verteidigte. Hamilton beendete das Rennen und holte sich den Sieg, was er selbst als „das beste Wochenende, das ich je gefahren bin“ bezeichnete. Er beendete das Rennen mehr als 25 Sekunden vor Vettel mit einem Grand Slam aus Pole-Position, der schnellsten Runde, dem Sieg und jeder Runde in Führung. Zuvor war ihm dies beim Großen Preis von Malaysia 2014 geglückt. Darüber hinaus hatte er bereits in allen drei freien Trainingssitzungen sowie in jedem Abschnitt der Qualifikation jeweils die Bestzeit erzielt. 

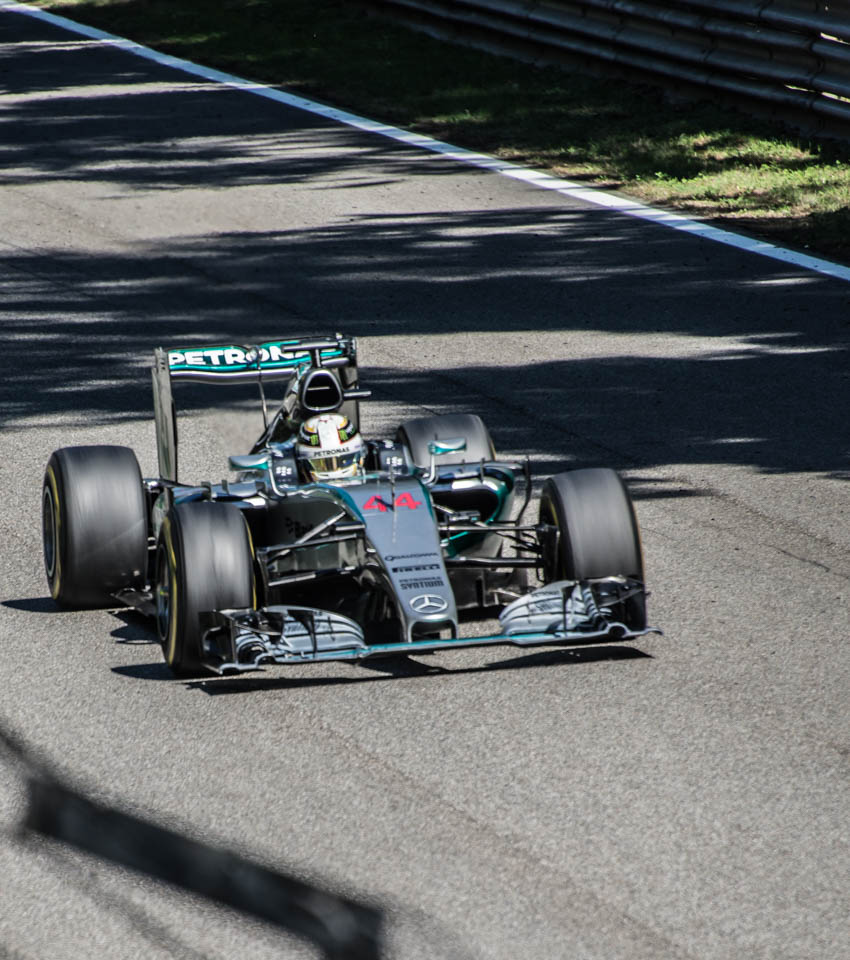
Polesetter Hamilton auf dem Weg in die Startaufstellung

Für Hamilton war es außerdem der 40. Sieg in der Formel-1-Weltmeisterschaft.
In der Fahrer- und Konstrukteurswertung blieben die ersten drei Positionen unverändert.

## Meldeliste
| Team                          | Nr. | Fahrer           | Chassis                | Motor                       | Reifen |
| ----------------------------- | --- | ---------------- | ---------------------- | --------------------------- | ------ |
| Mercedes AMG Petronas F1 Team | 44  | Lewis Hamilton   | Mercedes F1 W06 Hybrid | Mercedes-Benz PU106B Hybrid | P      |
| Mercedes AMG Petronas F1 Team | 06  | Nico Rosberg     | Mercedes F1 W06 Hybrid | Mercedes-Benz PU106B Hybrid | P      |
| Infiniti Red Bull Racing      | 03  | Daniel Ricciardo | Red Bull RB11          | Renault Energy F1 2015      | P      |
| Infiniti Red Bull Racing      | 26  | Daniil Kwjat     | Red Bull RB11          | Renault Energy F1 2015      | P      |
| Williams Martini Racing       | 19  | Felipe Massa     | Williams FW37          | Mercedes-Benz PU106B Hybrid | P      |
| Williams Martini Racing       | 77  | Valtteri Bottas  | Williams FW37          | Mercedes-Benz PU106B Hybrid | P      |
| Scuderia Ferrari              | 05  | Sebastian Vettel | Ferrari SF15-T         | Ferrari 059/4               | P      |
| Scuderia Ferrari              | 07  | Kimi Räikkönen   | Ferrari SF15-T         | Ferrari 059/4               | P      |
| McLaren Honda                 | 14  | Fernando Alonso  | McLaren MP4-30         | Honda RA615H                | P      |
| McLaren Honda                 | 22  | Jenson Button    | McLaren MP4-30         | Honda RA615H                | P      |
| Sahara Force India F1 Team    | 27  | Nico Hülkenberg  | Force India VJM08      | Mercedes-Benz PU106B Hybrid | P      |
| Sahara Force India F1 Team    | 11  | Sergio Pérez     | Force India VJM08      | Mercedes-Benz PU106B Hybrid | P      |
| Scuderia Toro Rosso           | 33  | Max Verstappen   | Toro Rosso STR10       | Renault Energy F1 2015      | P      |
| Scuderia Toro Rosso           | 55  | Carlos Sainz jr. | Toro Rosso STR10       | Renault Energy F1 2015      | P      |
| Lotus F1 Team                 | 08  | Romain Grosjean  | Lotus E23 Hybrid       | Mercedes-Benz PU106B Hybrid | P      |
| Lotus F1 Team                 | 13  | Pastor Maldonado | Lotus E23 Hybrid       | Mercedes-Benz PU106B Hybrid | P      |
| Lotus F1 Team                 | 30  | Jolyon Palmer    | Lotus E23 Hybrid       | Mercedes-Benz PU106B Hybrid | P      |
| Manor Marussia F1 Team        | 28  | Will Stevens     | Marussia MR03          | Ferrari 059/3               | P      |
| Manor Marussia F1 Team        | 98  | Roberto Merhi    | Marussia MR03          | Ferrari 059/3               | P      |
| Sauber F1 Team                | 09  | Marcus Ericsson  | Sauber C34             | Ferrari 059/4               | P      |
| Sauber F1 Team                | 12  | Felipe Nasr      | Sauber C34             | Ferrari 059/4               | P      |

Anmerkungen
1. 1 2  Der Lotus mit der Startnummer 30 wurde im ersten freien Training für Palmer eingesetzt. Grosjean übernahm das Fahrzeug anschließend für das restliche Rennwochenende mit seiner Startnummer 8.

## Klassifikationen

### Qualifying
| Pos.                                                                      | Fahrer           | Konstrukteur         | Q1         | Q2         | Q3       | Start |
| ------------------------------------------------------------------------- | ---------------- | -------------------- | ---------- | ---------- | -------- | ----- |
| 01                                                                        | Lewis Hamilton   | Mercedes             | 1:24,251   | 1:23,383   | 1:23,397 | 01    |
| 02                                                                        | Kimi Räikkönen   | Ferrari              | 1:24,662   | 1:23,757   | 1:23,631 | 02    |
| 03                                                                        | Sebastian Vettel | Ferrari              | 1:24,989   | 1:23,577   | 1:23,685 | 03    |
| 04                                                                        | Nico Rosberg     | Mercedes             | 1:24,609   | 1:23,864   | 1:23,703 | 04    |
| 05                                                                        | Felipe Massa     | Williams-Mercedes    | 1:25,184   | 1:23,983   | 1:23,940 | 05    |
| 06                                                                        | Valtteri Bottas  | Williams-Mercedes    | 1:24,979   | 1:24,313   | 1:24,127 | 06    |
| 07                                                                        | Sergio Pérez     | Force India-Mercedes | 1:24,801   | 1:24,379   | 1:24,626 | 07    |
| 08                                                                        | Romain Grosjean  | Lotus-Mercedes       | 1:25,144   | 1:24,448   | 1:25,054 | 08    |
| 09                                                                        | Nico Hülkenberg  | Force India-Mercedes | 1:24,937   | 1:24,510   | 1:25,317 | 09    |
| 10                                                                        | Marcus Ericsson  | Sauber-Ferrari       | 1:25,122   | 1:24,457   | 1:26,214 | 12    |
| 11                                                                        | Pastor Maldonado | Lotus-Mercedes       | 1:25,429   | 1:24,525   | –        | 10    |
| 12                                                                        | Felipe Nasr      | Sauber-Ferrari       | 1:25,121   | 1:24,898   | –        | 11    |
| 13                                                                        | Carlos Sainz jr. | Toro Rosso-Renault   | 1:25,410   | 1:25,618   | –        | 17    |
| 14                                                                        | Daniil Kwjat     | Red Bull-Renault     | 1:25,742   | 1:25,796   | –        | 18    |
| 15                                                                        | Daniel Ricciardo | Red Bull-Renault     | 1:25,633   | keine Zeit | –        | 19    |
| 16                                                                        | Jenson Button    | McLaren-Honda        | 1:26,058   | –          | –        | 15    |
| 17                                                                        | Fernando Alonso  | McLaren-Honda        | 1:26,154   | –          | –        | 16    |
| 18                                                                        | Will Stevens     | Marussia-Ferrari     | 1:27,731   | –          | –        | 13    |
| 19                                                                        | Roberto Merhi    | Marussia-Ferrari     | 1:27,912   | –          | –        | 14    |
| 107-Prozent-Zeit: 1:30,148 min (bezogen auf Q1-Bestzeit von 1:24,251 min) |                  |                      |            |            |          |       |
| DNQ                                                                       | Max Verstappen   | Toro Rosso-Renault   | keine Zeit | –          | –        | 20    |

Anmerkungen
1. ↑  Ericsson wurde wegen des Behinderns von Hülkenberg im ersten Qualifying-Abschnitt um drei Startpositionen nach hinten versetzt.
2. ↑  Sainz jr. wurde wegen der Verwendung des fünften und sechsten Verbrennungsmotors, des fünften Exemplars des Turbolader, der fünften MGU-H und der fünften MGU-K um 35 Startpositionen nach hinten versetzt.
3. ↑  Kwjat wurde wegen der Verwendung des sechsten und siebten Verbrennungsmotors und des fünften und sechsten Exemplars des Turboladers sowie eines vorzeitigen Getriebewechsels um 35 Startpositionen nach hinten versetzt.
4. ↑  Ricciardo wurde wegen der Verwendung des sechsten und siebten Verbrennungsmotors, des fünften und sechsten Exemplars des Turbolardes, der fünften und sechsten MGU-H und der fünften und sechsten MGU-K um 50 Startpositionen nach hinten versetzt.
5. ↑  Button wurde wegen der Verwendung des neunten Verbrennungsmotors um fünf Startpositionen nach hinten versetzt.
6. ↑  Alonso wurde wegen der Verwendung des neunten Verbrennungsmotors um zehn Startpositionen nach hinten versetzt.
7. ↑  Verstappen wurde wegen einer ausreichend schnellen Rundenzeit im freien Training erlaubt zu starten. Er wurde wegen der Verwendung des siebten Verbrennungsmotors, des fünften Exemplars des Turboladers und der fünften MGU-K sowie eines entfernten FIA-Siegels um 30 Startpositionen nach hinten versetzt.

### Rennen
| Pos. | Fahrer           | Konstrukteur         | Runden | Zeit        | Start | Schnellste Runde |
| ---- | ---------------- | -------------------- | ------ | ----------- | ----- | ---------------- |
| 01   | Lewis Hamilton   | Mercedes             | 53     | 1:18:00,688 | 01    | 1:26,672 (48.)   |
| 02   | Sebastian Vettel | Ferrari              | 53     | + 25,042    | 03    | 1:27,376 (52.)   |
| 03   | Felipe Massa     | Williams-Mercedes    | 53     | + 47,635    | 05    | 1:27,874 (31.)   |
| 04   | Valtteri Bottas  | Williams-Mercedes    | 53     | + 47,996    | 06    | 1:27,525 (49.)   |
| 05   | Kimi Räikkönen   | Ferrari              | 53     | + 1:08,860  | 02    | 1:27,584 (43.)   |
| 06   | Sergio Pérez     | Force India-Mercedes | 53     | + 1:12,783  | 07    | 1:28,140 (46.)   |
| 07   | Nico Hülkenberg  | Force India-Mercedes | 52     | + 1 Runde   | 09    | 1:28,913 (36.)   |
| 08   | Daniel Ricciardo | Red Bull-Renault     | 52     | + 1 Runde   | 19    | 1:28,065 (50.)   |
| 09   | Marcus Ericsson  | Sauber-Ferrari       | 52     | + 1 Runde   | 12    | 1:28,516 (22.)   |
| 10   | Daniil Kwjat     | Red Bull-Renault     | 52     | + 1 Runde   | 18    | 1:28,231 (39.)   |
| 11   | Carlos Sainz jr. | Toro Rosso-Renault   | 52     | + 1 Runde   | 17    | 1:27,510 (38.)   |
| 12   | Max Verstappen   | Toro Rosso-Renault   | 52     | + 1 Runde   | 20    | 1:27,390 (35.)   |
| 13   | Felipe Nasr      | Sauber-Ferrari       | 52     | + 1 Runde   | 11    | 1:28,653 (51.)   |
| 14   | Jenson Button    | McLaren-Honda        | 52     | + 1 Runde   | 15    | 1:29,766 (33.)   |
| 15   | Will Stevens     | Marussia-Ferrari     | 51     | + 2 Runden  | 13    | 1:31,098 (51.)   |
| 16   | Roberto Merhi    | Marussia-Ferrari     | 51     | + 2 Runden  | 14    | 1:31,311 (29.)   |
| 17   | Nico Rosberg     | Mercedes             | 50     | DNF         | 04    | 1:27,067 (43.)   |
| 18   | Fernando Alonso  | McLaren-Honda        | 47     | DNF         | 16    | 1:29,285 (42.)   |
| –    | Romain Grosjean  | Lotus-Mercedes       | 1      | DNF         | 08    | –                |
| –    | Pastor Maldonado | Lotus-Mercedes       | 1      | DNF         | 10    | –                |

## WM-Stände nach dem Rennen
Die ersten zehn des Rennens bekamen 25, 18, 15, 12, 10, 8, 6, 4, 2 bzw. 1 Punkt(e).

### Fahrerwertung
| Pos. | Fahrer           | Konstrukteur         | Punkte |
| ---- | ---------------- | -------------------- | ------ |
| 01   | Lewis Hamilton   | Mercedes             | 252    |
| 02   | Nico Rosberg     | Mercedes             | 199    |
| 03   | Sebastian Vettel | Ferrari              | 178    |
| 04   | Felipe Massa     | Williams-Mercedes    | 97     |
| 05   | Kimi Räikkönen   | Ferrari              | 92     |
| 06   | Valtteri Bottas  | Williams-Mercedes    | 91     |
| 07   | Daniil Kwjat     | Red Bull-Renault     | 58     |
| 08   | Daniel Ricciardo | Red Bull-Renault     | 55     |
| 09   | Romain Grosjean  | Lotus-Mercedes       | 38     |
| 10   | Sergio Pérez     | Force India-Mercedes | 33     |
| 11   | Nico Hülkenberg  | Force India-Mercedes | 30     |

| Pos. | Fahrer           | Konstrukteur       | Punkte |
| ---- | ---------------- | ------------------ | ------ |
| 12   | Max Verstappen   | Toro Rosso-Renault | 26     |
| 13   | Felipe Nasr      | Sauber-Ferrari     | 16     |
| 14   | Pastor Maldonado | Lotus-Mercedes     | 12     |
| 15   | Fernando Alonso  | McLaren-Honda      | 11     |
| 16   | Carlos Sainz jr. | Toro Rosso-Renault | 9      |
| 17   | Marcus Ericsson  | Sauber-Ferrari     | 9      |
| 18   | Jenson Button    | McLaren-Honda      | 6      |
| 19   | Roberto Merhi    | Marussia-Ferrari   | 0      |
| 20   | Will Stevens     | Marussia-Ferrari   | 0      |
| –    | Kevin Magnussen  | McLaren-Honda      | 0      |

### Konstrukteurswertung
| Pos. | Konstrukteur         | Punkte |
| ---- | -------------------- | ------ |
| 1    | Mercedes             | 451    |
| 2    | Ferrari              | 270    |
| 3    | Williams-Mercedes    | 188    |
| 4    | Red Bull-Renault     | 113    |
| 5    | Force India-Mercedes | 63     |

| Pos. | Konstrukteur       | Punkte |
| ---- | ------------------ | ------ |
| 06   | Lotus-Mercedes     | 50     |
| 07   | Toro Rosso-Renault | 35     |
| 08   | Sauber-Ferrari     | 25     |
| 09   | McLaren-Honda      | 17     |
| 10   | Marussia-Ferrari   | 0      |